# Mneme (satelit)
Mneme (/'mne.me/), cunoscut și sub denumirea de Jupiter XL, este un satelit retrograd neregulat al lui Jupiter. El fost descoperit de o echipă de astronomi de la Universitatea din Hawaii condusă de Scott S. Sheppard și Brett J. Gladman , în 2003, fiind denumit provizoriu S/2003 J 21.
Mneme are un diametru de aproximativ 2 kilometri și orbitează în jurul lui Jupiter la o distanță medie de 21,129 milioane de kilometri în 627.48 de zile, cu o înclinație de aproximativ 149° față de ecliptică (148° față de ecuatorul lui Jupiter), cu o excentricitate de 0.32. Viteza orbitală medie este de 2,43 km/s.
În martie 2005, satelitul fost numit după Mneme, una dintre cele trei muze originale  care este uneori confundată cu Mnemosyne, mama muzelor (cele trei sau cele nouă, în funcție de autor) de către Zeus (Jupiter).
Mneme aparține grupului Ananke, sateliții neregulați retrograzi care orbitează în jurul lui Jupiter între 19,3 și 22,7 milioane de kilometri, la înclinații de aproximativ 150°.